# Centrodora damoni
Centrodora damoni är en stekelart som först beskrevs av Girault 1922.  Centrodora damoni ingår i släktet Centrodora och familjen växtlussteklar. Inga underarter finns listade.